# Колківська сільська рада
Ко́лківська сільська́ ра́да — орган місцевого самоврядування в Дубровицькому районі Рівненської області. Адміністративний центр — село Колки.

## Загальні відомості
- Колківська сільська рада утворена в 1940 році.
- Територія ради: 47,584 км²
- Населення ради: 3 064 особи (станом на 2001 рік)
- Територією ради протікають річка Случ, Горинь.

## Населені пункти
Сільській раді підпорядковані населені пункти:
- с. Колки
- с. Заслуччя
- с. Порубка

## Населення
Станом на 1 січня 2011 року населення сільської ради становило 3025 осіб. У 2017 році населення сільської ради становило 2816 осіб.
Згідно з переписом УРСР 1989 року чисельність наявного населення сільської ради становила 3193 особи, з яких 1547 чоловіків та 1646 жінок.
За переписом населення України 2001 року в сільській раді мешкали 3023 особи.

### Мова
Розподіл населення за рідною мовою за даними перепису 2001 року:
| Мова       | Відсоток |
| ---------- | -------- |
| українська | 99,64 %  |
| російська  | 0,20 %   |
| білоруська | 0,16 %   |

### Вікова і статева структура
Структура жителів сільської ради за віком і статтю (станом на 2011 рік):
| Вік   | Чоловіків | Жінок | Разом |
| ----- | --------- | ----- | ----- |
| 0-17  | 361       | 389   | 750   |
| 18-39 | 632       | 640   | 1272  |
| 40-59 | 362       | 369   | 731   |
| 60+   | 129       | 143   | 272   |
| Разом | 1484      | 1541  | 3025  |

### Соціально-економічні показники
| Працездатне населення | Працездатне населення | Працездатне населення | Працездатне населення | Працездатне населення | Працездатне населення | Непрацездатне населення | Непрацездатне населення | Непрацездатне населення | Непрацездатне населення | Непрацездатне населення | Непрацездатне населення | Все населення |
| Чоловіки              | Чоловіки              | Жінки                 | Жінки                 | Разом                 | Разом                 | Чоловіки                | Чоловіки                | Жінки                   | Жінки                   | Разом                   | Разом                   | 3025          |
| ос.                   | %                     | ос.                   | %                     | ос.                   | %                     | ос.                     | %                       | ос.                     | %                       | ос.                     | %                       | 3025          |
| --------------------- | --------------------- | --------------------- | --------------------- | --------------------- | --------------------- | ----------------------- | ----------------------- | ----------------------- | ----------------------- | ----------------------- | ----------------------- | ------------- |
| 854                   | 28                    | 835                   | 28                    | 1681                  | 56                    | 289                     | 10                      | 288                     | 10                      | 577                     | 19                      | 3025          |

| Зайняті  | Зайняті  | Зайняті | Зайняті | Зайняті | Зайняті | Безробітні | Безробітні | Безробітні | Безробітні | Безробітні | Безробітні | Все населення |
| Чоловіки | Чоловіки | Жінки   | Жінки   | Разом   | Разом   | Чоловіки   | Чоловіки   | Жінки      | Жінки      | Разом      | Разом      | 3025          |
| ос.      | %        | ос.     | %       | ос.     | %       | ос.        | %          | ос.        | %          | ос.        | %          | 3025          |
| -------- | -------- | ------- | ------- | ------- | ------- | ---------- | ---------- | ---------- | ---------- | ---------- | ---------- | ------------- |
| 245      | 13       | 225     | 12      | 470     | 25      | 286        | 15         | 306        | 16         | 592        | 32         | 3025          |

| Дорослі | Діти | Пенсіонери | Інваліди Німецько-радянської війни | Учасники бойових дій | Інваліди всіх груп і категорій | Люди, які обслуговуються служб. соц. допом. на дому | Неповні сім'ї | Діти з неповних сімей | Багатодітні сім'ї | Діти з багатодітних сімей | Діти-інваліди | Діти-сироти | Одинокі багатодітні матері |
| ------- | ---- | ---------- | ---------------------------------- | -------------------- | ------------------------------ | --------------------------------------------------- | ------------- | --------------------- | ----------------- | ------------------------- | ------------- | ----------- | -------------------------- |
| 2248    | 773  | 934        | 14                                 | 14                   | 228                            | 33                                                  | 44            | 48                    | 61                | 225                       | 18            | 9           | 3                          |

### Вибори
Станом на 2011 рік кількість виборців становила 2239 осіб.

## Склад ради
Рада складається з 20 депутатів та голови.
- Голова ради: Яцута Петро Петрович
- Секретар ради: Таборовець Надія Іванівна

### Керівний склад попередніх скликань
| Прізвище, ім'я, по батькові | Основні відомості                                                                     | Дата обрання | Дата звільнення |
| --------------------------- | ------------------------------------------------------------------------------------- | ------------ | --------------- |
| Яцута Петро Петрович        | Сільський голова, 1970 року народження, член Всеукраїнського об'єднання «Батьківщина» | 26.03.2006   | 31.10.2010      |
| Яцута Петро Петрович        | Сільський голова, 1970 року народження, член Всеукраїнського об'єднання «Батьківщина» | 31.10.2010   |                 |

Примітка: таблиця складена за даними сайту Верховної Ради України